# J. G. A. Pocock
Pour les articles homonymes, voir Pocock.
John Greville Agard Pocock, né le 7 mars 1924 à Londres, et mort le 12 décembre 2023, connu sous le nom  J. G. A. Pocock, est un intellectuel néo-zélandais. Historien, il effectue sa carrière universitaire aux États-Unis. Son domaine de recherche est l’histoire des idées politiques où on le rattache à l'école de Cambridge avec Quentin Skinner.

## Biographie
Né en Angleterre, il a passé sa jeunesse en Nouvelle-Zélande avant d'émigrer aux États-Unis en 1966, où à partir de 1975, il est professeur à l'université Johns-Hopkins de Baltimore.
Historien réputé pour ses études du républicanisme de l'époque moderne en Europe, Angleterre et aux États-Unis. Il met en évidence l’influence des œuvres de Machiavel sur le développement des idées politiques aux Temps modernes en Europe.
Il est également connu pour ses études d'Edward Gibbon et de ses contemporains historiens du Siècle des lumières, au point de vue méthodologique, pour sa contribution à l'histoire du discours politique.
Il meurt à 99 ans le 13 décembre 2023.

## Œuvre
- The Ancient Constitution and the Feudal Law: a study of English Historical Thought in the Seventeenth Century (1957, rept. 1987)**
- The Maori and New Zealand Politics (Hamilton, Blackwood & Janet Paul: 1965) directeur, coauteur
- Politics, Language and Time: Essays on Political Thought and History (Chicago: 1989, rept. 1972)
- Obligation and Authority in Two English Revolutions: the Dr. W. E. Collins lecture delivered at the University on 17 May 1973 (Victoria University: 1973)
- The Machiavellian Moment: Florentine Political Thought and the Atlantic Republican Tradition (Princeton: 1975, rept. 2003)
- The Political Works of James Harrington (1977)** directeur
- John Locke : papers read at a Clark Library Seminar, 10 December 1977 (University of California: 1980) coauteur
- Three British Revolutions: 1641, 1688, 1776 (Princeton: 1980) directeur, coauteur
- Virtue, Commerce and History: Essays on Political Thought and History Chiefly in the Eighteenth Century (1985)**
- Edmund Burke: Reflections on the Revolution in France (Hackett: 1987) directeur
- Conceptual Change and the Constitution (University Press of Kansas: 1988) codirecteur, coauteur
- James Harrington: The Commonwealth of Oceana and A System of Politics (1992)** editor
- The Varieties of British Political Thought 1500–1800 (1993)** codirecteur, coauteur
- Edward Gibbon: Bicentenary Essays (Voltaire Foundation: 1997) codirecteur
- Barbarism and Religion, vol.1: The Enlightenments of Edward Gibbon, 1737–1764 (1999)**
- Barbarism and Religion, vol. 2 : Narratives of Civil Government (1999)**
- Barbarism and Religion, vol. 3 : The First Decline and Fall (2003)**
- Barbarism and Religion, vol. 4 : Barbarians, Savages and Empires (2005)**
- Barbarism and Religion, vol. 5 : Religion: the First Triumph (2011)**
- The Discovery of Islands: Essays in British History (2005)**
- Political Thought and History: Essays on Theory and Method (2009)**

* in the English language.

** Cambridge University Press.

### Traduction en français
- Le moment machiavélien : La pensée politique florentine et la tradition républicaine atlantique [« The Machiavellian Moment: Florentine Political Thought and the Atlantic Republican Tradition »], PUF, 1998, 586 p. (ISBN 978-2-13-047130-1)
- Vertu commerce et histoire : essais sur la pensée et l'histoire politiques au XVIIIe siècle [Virtue, Commerce and History: Essays on Political Thought and History Chiefly in the Eighteenth Century], PUF, 1998  (ISBN 9782130484615)
- L'ancienne Constitution et le droit féodal [The Ancient Constitution and the Feudal Law: a study of English Historical Thought in the Seventeenth Century], PUF, 2000  (ISBN 9782130487487)

## Distinctions
- 2011 : Doctorat honoris causa de l'Université Harvard[3]